# Aprenentatge subespai multilineal

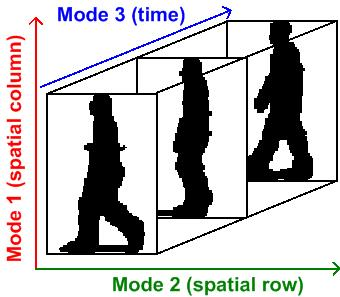
Un vídeo o una seqüència d'imatges representada com un tensor de tercer ordre de columna x fila x temps per a l'aprenentatge subespai multilineal.

L'aprenentatge subespai multilineal és un enfocament per desenredar el factor causal de la formació de dades i realitzar la reducció de la dimensionalitat. La reducció de la dimensionalitat es pot realitzar en un tensor de dades que conté una col·lecció d'observacions que s'han vectoritzat, o observacions que es tracten com a matrius i es concatenen en un tensor de dades. Aquests són alguns exemples de tensors de dades les observacions dels quals estan vectoritzades o les observacions dels quals són matrius concatenades en imatges de tensors de dades (2D/3D), seqüències de vídeo (3D/4D) i cubs hiperespectrals (3D/4D).
El mapeig d'un espai vectorial d'alta dimensió a un conjunt d'espais vectorials de dimensions inferiors és una projecció multilineal. Quan les observacions es mantenen en la mateixa estructura organitzativa que les matrius o els tensors d'ordre superior, les seves representacions es calculen realitzant projeccions lineals a l'espai de columnes, espais de files i espais de fibres.
Els algorismes d'aprenentatge subespai multilineal són generalitzacions d'ordre superior de mètodes d'aprenentatge subespai lineal com ara l'anàlisi de components principals (PCA), l'anàlisi de components independents (ICA), l'anàlisi discriminant lineal (LDA) i l'anàlisi de correlació canònica (CCA).

## Rerefons
Els mètodes multilineals poden ser de naturalesa causal i realitzar inferència causal, o poden ser mètodes de regressió simples dels quals no s'extreu cap conclusió causal.
Els algorismes d'aprenentatge subespai lineal són tècniques tradicionals de reducció de la dimensionalitat que són molt adequades per a conjunts de dades que són el resultat de variar un únic factor causal. . Malauradament, sovint es tornen inadequades quan es tracten conjunts de dades que són el resultat de múltiples factors causals.

## Algorismes

### Anàlisi multilineal de components principals
Històricament, l'anàlisi de components principals multilineal s'ha denominat "PCA en mode M", una terminologia que va ser encunyada per Peter Kroonenberg. El 2005, Vasilescu i Terzopoulos van introduir la terminologia Multilinear PCA com una manera de diferenciar millor les descomposicions de tensors multilineals que calculaven estadístiques de segon ordre associades a cada mode de tensor de dades, i el treball posterior sobre l'anàlisi de components independents multilineals que va calcular estadístiques d'ordre superior per a cada mode tensor. MPCA és una extensió de PCA.

### Anàlisi multilineal de components independents
L'anàlisi de components independents multilineal és una extensió de l'ICA.

### Anàlisi discriminant lineal multilineal
- Extensió multilineal de LDA
  - Basat en TTP: anàlisi discriminant amb representació de tensors (DATER)
  - Basat en TTP: anàlisi general de tensor discriminant (GTDA)
  - Basat en TVP: anàlisi discriminant multilineal no correlacionat (UMLDA)

### Anàlisi de correlació canònica multilineal
- Extensió multilineal de CCA
  - Basat en TTP: anàlisi de correlació canònica de tensors (TCCA)
  - Basat en TVP: anàlisi de correlació canònica multilineal (MCCA)
  - Basat en TVP: anàlisi de correlació canònica multilineal bayesiana (BMTF)
- Un TTP és una projecció directa d'un tensor d'alta dimensió a un tensor de baixa dimensió del mateix ordre, utilitzant N matrius de projecció per a un tensor d'ordre N. Es pot realitzar en N passos amb cada pas realitzant una multiplicació de matriu tensor (producte). Els N passos són intercanviables. Aquesta projecció és una extensió de la descomposició de valors singulars d'ordre superior (HOSVD) a l'aprenentatge subespai. Per tant, el seu origen es remunta a la descomposició de Tucker a la dècada de 1960.